# Gran Recesión

Países con recesión oficial
Países en recesión no oficial
Países con desaceleración superior al 1%
Países con desaceleración superior al 0,5%
Países con desaceleración superior al 0,1%
Países con aceleración económica
Sin datos Países afectados entre 2008 y 2009.

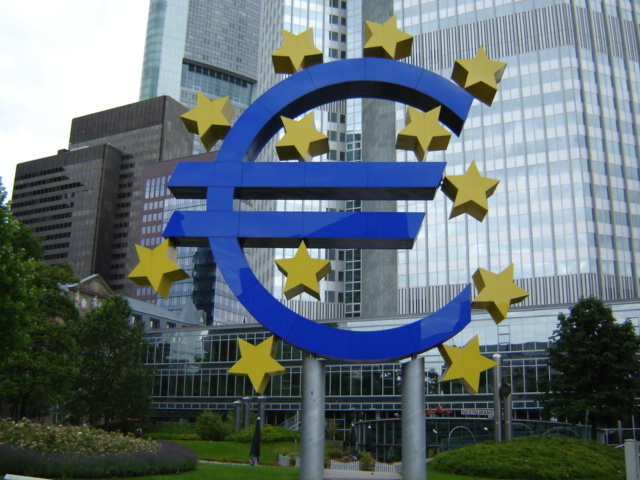
Sede del BCE en Fráncfort. La eurozona fue fuertemente golpeada por la crisis, especialmente a partir del año 2010. Numerosos estados europeos fueron rescatados total o parcialmente para evitar su quiebra.

Por Gran Recesión o Crisis de 2008 se conoce a la crisis económica mundial que comenzó en el año 2008, que tuvo su origen en Estados Unidos. Entre los principales factores que se atribuyen como causas de la crisis se encuentran los fallos en la regulación económica, la sobrevaloración de productos financieros, una crisis alimentaria mundial, la subida del precio del petróleo por la invasión de Irak por parte de Estados Unidos y la amenaza de una recesión en todo el mundo, así como una crisis crediticia-hipotecaria y de confianza en los mercados.
Aunque se considera que la crisis surgió en 2008, especialmente tras la caída del banco estadounidense Lehman Brothers, los primeros síntomas aparecieron en agosto de 2007 con la quiebra de varios bancos menores de inversión provocando la crisis que ha sido señalada por muchos especialistas internacionales como la «crisis de los países desarrollados», ya que sus consecuencias se observan fundamentalmente en los países más ricos del mundo. Con la caída de los bancos estadounidenses de inversión debido a la crisis de las hipotecas subprime, que representaba un alto porcentaje de su inversión, las bolsas y mercados de valores se derrumbaron y provocaron la crisis financiera de 2008 en todo el mundo.
Posteriormente, debido a que los gobiernos tuvieron que realizar numerosos rescates financieros para salvar a empresas financieras y no financieras de una probable quiebra de todo el sistema, la crisis acabó convirtiéndose también en crisis de deudas en diferentes países, especialmente en los de la eurozona. Debido a la gran cantidad de dinero asignado a los rescates financieros y a la fuerte caída generalizada de los ingresos en la recaudación fiscal, algunos gobiernos realizaron programas de austeridad económica que implicaban fuertes recortes sociales, provocando contestaciones sociales y un aumento de la pobreza generalizada en gran cantidad de países del mundo.

## Crisis en el mundo

### Antecedentes: Elevados precios de las materias primas
Tras los atentados del 11 de septiembre de 2001, Estados Unidos apostó por la desregulación de los mercados, las bajadas de impuestos y de tipos de interés y una expansión desmesurada del crédito, provocando una burbuja inmobiliaria en las denominadas hipotecas subprime.
Al mismo tiempo, como parte de la «guerra contra el terrorismo» declarada por George W. Bush (presidente de Estados Unidos) tras los atentados, este país invadió Irak, apoyado por Tony Blair (primer ministro del Reino Unido) y José María Aznar (presidente del Gobierno de España), lo que tuvo como consecuencia un incremento de los precios del petróleo del 300 %.
A eso había que sumar los gastos multimillonarios en la guerra de Afganistán y la guerra de Irak que pudieron costar entre 2000 y 6000 millones de dólares.
La década de los años 2000 fue testigo del incremento de los precios de las materias primas tras su abaratamiento en el período 1980-2000. Pero en 2008, el incremento de los precios de estas materias primas —particularmente, del precio del petróleo y de la comida— aumentó tanto que comenzó a causar verdaderos daños económicos, amenazando con problemas sociales en los países que se encuentran en vías de desarrollo, la estanflación y el estancamiento de la globalización.
Aunque es difícil poner una fecha de inicio a una crisis económica porque suele ser consecuencia de varios factores que no tienen por qué darse a la vez, se podría decir que la crisis se inició a principios de agosto de 2007 cuando quebró la primera «víctima»: el banco de inversión estadounidense American Home Mortgage. Esta quiebra provocó turbulencias en los mercados financieros de todo el mundo e hizo intervenir a bancos centrales y gobiernos. Así se consideraba años después.
En enero de 2008, el precio del petróleo superó los 100 dólares el barril por primera vez en su historia, y alcanzó los 147 dólares por barril en julio debido a fenómenos especulativos de alta volatilidad que condujeron a un fuerte descenso durante el mes de agosto.
Otro tanto sucedió con uno de los principales metales industriales, el cobre, que venía experimentando un vertiginoso aumento en su cotización desde 2003, principalmente por la cada vez mayor demanda de las nuevas potencias emergentes, como China e India, sumada a otros factores como inventarios decrecientes y conflictividad laboral en las minas cupríferas de Chile, el primer país exportador a nivel mundial del mineral. En enero de 2008, la cotización del cobre en la Bolsa de Metales de Londres (LME) superó por primera vez en su historia los 8000 dólares la tonelada. A principios del mes de julio alcanzó 8940 dólares la tonelada, récord absoluto desde que se tienen registros de su cotización en la LME, a partir de 1979. Este valor a niveles históricos fue un 272,5% mayor que el antiguo récord absoluto de 3280 dólares la tonelada registrado el 24 de enero de 1989 —sin ajuste por inflación—.
Luego de este máximo y en línea con la conducta del petróleo como consecuencia de la invasión de Irak, la cotización del cobre registró una abrupta caída de más del 50% desde el récord de julio (a octubre de 2008) en un marco de volatilidad nunca antes visto.
Materiales esenciales en la producción, como el ácido sulfúrico y la sosa cáustica vieron también incrementados sus precios hasta un 600%.
La crisis del petróleo y de los alimentos fue objeto de debate en la 34.ª Cumbre del G8.

### Extensión de la crisis
La crisis se extendió rápidamente por los países desarrollados de todo el mundo. Japón, por ejemplo, sufrió una contracción del -0,6% en el segundo trimestre de 2008. Australia y Nueva Zelanda también sufrieron contracciones. Cabe destacar que es cada vez mayor la preocupación sobre el futuro de los países con economías pujantes y emergentes, tal como lo es la incertidumbre respecto a países tales como China e India en Asia; Argentina, Brasil y México en América y Sudáfrica en el continente africano, cada uno de ellos líderes en sus regiones y, también afectados por la crisis económica.
En el primer trimestre de 2009, los índices bursátiles de las bolsas de Estados Unidos y Europa fueron superadas por las de países emergentes como China y Brasil. Brasil y Rusia aumentaron sus índices un 9% en moneda local; el índice de la India pasó a ser positivo y el índice compuesto de Shanghái, en China, aumentó un 30%, lo cual se justificó por la fortaleza y estabilización de los sectores financieros de dichos mercados y por la búsqueda de inversiones de riesgo. Una cronología de eventos que testimonian la extensión es la siguiente:
- Los flujos bajaron de 1,2 billones de dólares (2007) a 707 000 millones de dólares (2008).[25]
- En abril de 2009 se informa de que como consecuencia de la crisis y el desempleo, el mundo árabe debe considerarse una «bomba de tiempo».[26] Asimismo, se informa que Egipto temía por el regreso de 500.000 trabajadores de países del Golfo.[27]
- En marzo de 2009 se informó que, a raíz de la crisis, el mundo árabe perdió 3 000 millones de dólares.[28]
- A raíz de la crisis el Banco Mundial preveía un año duro en 2009 en muchos países árabes.[29] El deterioro de las condiciones económicas favoreció el surgimiento de movimientos de protesta masivos en el Norte de África y Oriente Medio, particularmente en Túnez, Libia, Egipto y Siria. En los tres primeros se derrocó a los gobiernos autocráticos aliados tradicionales de occidente.
- En mayo de 2009 Naciones Unidas informa de una caída de la inversión extranjera en oriente próximo.[30]
- En septiembre de 2009 se informa que los bancos árabes han perdido casi $ 4 000 millones desde el inicio de la crisis financiera mundial.[31]

### Inflación global, deflación global
En febrero de 2008, Reuters informó que la inflación había subido a niveles históricos por todo el mundo. A mediados de 2008, los datos del FMI indicaban que la inflación se hallaba en máximos en los países exportadores de petróleo, debido al aumento de las reservas de divisas extranjeras. Y también en muchos países subdesarrollados.
La inflación también aumentaba en los países desarrollados,  pero mucho menos y subiendo casi exclusivamente por el precio de productos importados. Los tipos de interés en la zona euro y en EUA siguieron relativamente bajos.
Para 2009 el problema era el inverso: el panorama económico apuntaba a la deflación, lo que, por ejemplo, llevó a la FED a situar el tipo de interés en prácticamente el 0% En 2011 la Organización Internacional del Trabajo señaló que se alcanzó un máximo histórico de desempleados, con 205 millones en todo el mundo.

### Guerra de divisas y guerra comercial
En octubre de 2010 aparecen señales claras de una posible guerra de divisas (dólar, euro, yen y yuan). Los países rebajarían la cotización de sus monedas en busca de ventajas competitivas -para facilitar la exportación- que ayuden a salir de la crisis, pero, si se produce una guerra de divisas y un círculo de rebajas se acentuaría el enfrentamiento comercial llegándose a una guerra comercial que acentuaría y retrasaría inevitablemente la recuperación. Precisamente también hubo una guerra comercial durante la Gran Depresión, iniciada por Estados Unidos y Gran Bretaña. En esta ocasión los ojos se dirigen a China quien es acusada por Estados Unidos, en particular, de maniobrar para mantener artificialmente bajo el yuan. Para Immanuel Wallerstein la pérdida de peso del dólar es real y puede producirse una caída repentina que genere un caos extraordinario o una caída suave que vaya sustituyendo el dólar como moneda de referencia, si bien esta posibilidad es muy improbable, en tanto a los EE. UU. no les interese.

## Crisis en los Estados Unidos

La Reserva Federal nacionalizó en el mes de septiembre a la aseguradora AIG, adquiriendo el 80 % de sus activos, e inyectando un préstamo de 85.000 millones de dólares, la mayor cifra en la historia de la Reserva.

Estados Unidos en 2008 sufría una grave crisis crediticia e hipotecaria, la que afectó a la fuerte burbuja inmobiliaria que venía padeciendo, así como un valor del dólar anormalmente bajo. Como bien señala George Soros en su libro «El nuevo paradigma de los mercados financieros» (Taurus 2008) «El estallido de la crisis económica de 2008 puede fijarse oficialmente en agosto de 2007 cuando los Bancos centrales tuvieron que intervenir para proporcionar liquidez al sistema bancario». Tras varios meses de debilidad y pérdida de empleos, el fenómeno colapsó entre 2007 y 2008, causando la quiebra de medio centenar de bancos y entidades financieras. Este colapso arrastró a los valores bursátiles y a la capacidad de consumo y ahorro de la población.

### Quiebra de Lehman Brothers
En septiembre de 2008, los problemas se agravaron con la bancarrota de diversas entidades financieras relacionadas con el mercado de las hipotecas inmobiliarias. El 15 de septiembre de ese año el banco de inversión Lehman Brothers se declaró en quiebra haciendo que los mercados financieros bajaran drásticamente y que consecuentemente colapsara AIG, una de las mayores aseguradoras del mundo, junto con las compañías hipotecarias Fannie Mae y Freddie Mac, produciendo gran agitación en Wall Street. El mismo día de la caída de Lehman Brothers y de AIG, las acciones de la bolsa de Nueva York tuvieron el mayor desplome histórico en un solo día, dando así comienzo a una recesión que sería global y que costaría millones de dólares, ahorros personales, trabajos, casas y dejaría 50 millones de personas más debajo de la línea de la pobreza. El gobierno estadounidense intervino inyectando cientos de miles de millones de dólares para salvar algunas de estas entidades.
En un informe del libro beige, se mostró que la recesión se profundizó más en abril aunque algunos sectores tenían señales de estar estabilizándose. El 18 de abril, la FED anunció que compraría 300 000 millones de dólares en valores del Tesoro; además compraría 1,25 billones de dólares en activos respaldados por hipotecas.
En verano de 2011 la crisis sacudiría a la deuda soberana del país, llevando a la crisis del techo de deuda.

## Crisis en América Latina
La presidenta argentina Cristina Fernández de Kirchner en su primer discurso en la 63.ª Asamblea General de la ONU denominó a dicha crisis como Efecto Jazz, dado que el origen de la crisis fue el centro de Estados Unidos y se expandió hacia el resto del mundo, en clara contraposición a crisis anteriores que se originaban en países emergentes y se expandían hacia el centro, como fueron el efecto Tequila, efecto Caipirinha y el efecto Arroz.

### Consecuencias sobre la economía argentina
El país con uno de los IDH más elevados y con una de las economías más desarrolladas de la región camina a un mayor endurecimiento de su posición comercial y se lo anticipó a Brasil en la cumbre ministerial del 17 de febrero de 2009 en Brasilia. Al gobierno le preocupan, en lo inmediato, varios sectores que mostraron fuertes desequilibrios en el intercambio bilateral. Son siderurgia y sus productos, con un saldo negativo de 1.400 millones de dólares en 2008; autopartes y autos, donde el desbalance trepó a 2800 millones y máquinas e implementos agrícolas que arrojaron un déficit de 400 millones.
En principio se estudió utilizar para estos sectores las llamadas licencias no automáticas de importación. Son permisos que otorgan los gobiernos y que pueden demorar hasta 60 días para ser autorizados. De hecho, están legalizados por la Organización Mundial del Comercio. Pero los industriales brasileños temen que esas demoras «se amplíen y se conviertan en una barrera al comercio». En 2008 la actividad económica finalizó con un alza de 0,9% alcanzando un PBI de unos 307.011 millones de dólares el crecimiento económico se sostuvo en el consumo del mercado interno, ya que el sector externo mostró caídas en exportaciones e importaciones por efecto de la crisis internacional.

### Crisis económica en México
Debido a la alta relación de la economía mexicana con los EE. UU. y a la continua caída en las remesas producto de la desaceleración de la economía estadounidense (segunda fuente de divisas después del petróleo), México no tardó en resentir los efectos de una crisis económica en el país vecino, el efecto dominó que esto tuvo en todos los sectores tardaron unos meses en hacerse presentes. El desempleo abierto en México subió a 4,06% en enero de ese año, comparativamente mayor con la tasa del año anterior que se encontraba en 3,49%, y solo en enero de 2009, 336 000 personas se quedaron desempleadas en México. La debilidad estructural de las finanzas del gobierno mexicano altamente dependientes del precio del petróleo y la constante caída en la producción de este recurso tuvieron una repercusión presupuestal que obligó a elevar impuestos como el Impuesto al Valor Agregado, el Impuesto Sobre la Renta y a instaurar impuestos nuevos a las telecomunicaciones. Desafortunadamente estos ingresos no van encaminados a nuevas inversiones o proyectos productivos, sino a mantener la estructura gubernamental que consume el 80% del presupuesto, esto plantea nuevos escenarios de crisis en un mediano plazo.
El año 2009 fue especialmente difícil para la economía mexicana. Al iniciar el año, las expectativas oficiales pronosticaban un crecimiento exiguo a lo largo de 2009. Sin embargo, al pasar los meses las expectativas fueron tomando derroteros más pesimistas y en ocasiones contradictorios, por ejemplo, entre los pronósticos de la Secretaría de Economía y el Banco de México. Después de la epidemia de gripe A(H1N1), se comenzó a hablar de una afectación de la actividad económica en el país, especialmente en el caso del sector turístico que es la tercera fuente de divisas para el país. El titular de la Sectur apuntaba en mayo de 2009 que la ocupación de los hoteles en los principales destinos turísticos del país oscilaba entre 10 y 30% a lo que se sumaba la cada vez más frecuente cancelación de vuelos. Ante ese panorama el secretario Rodolfo Elizondo Torres pronosticaba una pérdida de más de 100 000 empleos en el sector.
Por otro lado, desde 2008 el peso mexicano entró en una serie de depreciaciones frente al dólar estadounidense que lo llevaron a perder alrededor del 25% de su valor hacia 2009. Si en 2006 el dólar se compraba en 10,77 MXN, en enero de 2009 se compraba en las ventanillas bancarias al precio de 13,48 pesos por dólar. En 2014 el dólar alcanzó un rango mayor a los 18.79 pesos por dólar. Entre las medidas que se tomaron para contener la devaluación del peso se aplicó la subasta de una parte de la reserva de divisas internacionales, lo que llevó al país a disminuir dichas reservas extranjeras en más de 20 000 millones de dólares estadounidenses.
La Comisión Económica para América Latina (CEPAL) apuntó en su reporte anual que México sería el país más afectado por la crisis económica en la región al presentar una contracción de 7% en su producto interno bruto (PIB).

## Crisis en la Unión Europea
El Banco Central Europeo (BCE) fue incapaz de prever la crisis, tomó las primeras medidas con retraso y básicamente impuso medidas de austeridad y contención del gasto público, que en parte han hecho disminuir el crédito y han dificultado el acceso a financiación de consumidores y productores.
El fenómeno se expandió rápidamente por diversos países europeos, y algunos sufrieron graves efectos. Dinamarca entró en recesión (seis meses consecutivos de crecimiento económico negativo) en el primer trimestre de 2008. En el segundo trimestre de 2008, el conjunto de la economía de la eurozona se contrajo en un 0,2%, encabezada por los retrocesos en Francia (-0,3%), Italia (-0,4%), Alemania (-0,5%) y Grecia (-0,7%). Otras economías importantes, como la española, evitaron la contracción (+0,1%) pero solo crecieron muy débilmente en el mismo periodo, con fuertes incrementos en el desempleo.
El 7 de octubre de 2008, la reunión del ECOFIN, organismo del Consejo de la Unión Europea compuesto por los Ministros de Economía y Hacienda de los Estados miembros, así como por los Ministros de Presupuesto si se debaten cuestiones presupuestarias, decidió que todos los Estados miembros proporcionarán, por un periodo inicial de al menos un año, una protección garantizada a los depósitos personales para los particulares por una cantidad de al menos 50.000 euros.
En la misma jornada, el Ejecutivo español anunció que elevaba la garantía mínima de los depósitos en bancos y cajas de ahorro españolas desde los 20.000 euros actuales por titular y entidad a 100.000. También anunció la creación de un fondo con cargo al Tesoro de 30.000 millones de euros, ampliables a 50.000, para adquirir activos de máxima calidad a las entidades financieras españolas para garantizar la financiación de empresas y ciudadanos.
El Banco Central Europeo redujo su tasa de interés de referencia de 4,25% a 1,25% en octubre aunque todavía era mayor que la de Estados Unidos. Esto se debió a la tardía reacción de las autoridades debido a que Europa tenía un mayor temor a la inflación y a un aumento de la deuda pública. Dado que Europa representaba el 30% del comercio mundial, retrasaría la recuperación de la economía mundial.
En el último trimestre de 2012 el PIB de la eurozona retrocedió un 0,9% con respecto a igual período del año anterior y del 0,6% con respecto al tercer trimestre de 2012. Incluso retrocedió 0,6% el PIB de Alemania, pues estaba sintiendo las políticas de austeridad impuestas a otros países, que habían debilitado el comercio exterior.
Hay que señalar que en la zona euro hay economías muy divergentes, con intereses encontrados. Por un lado las economías del norte con Alemania a su cabeza, que deseaban un recorte en el gasto público para así hacer bajar la prima de riesgo que pagan los países por financiarse en los mercados. Por otro lado se encontraban los países que deseaban políticas keynesianas que hicieran repartir la creación de empleos. Alemania (mayor economía de la zona euro) impuso su visión al trasladar los debates al Eurogrupo, una reunión de los países que comparten el Euro como moneda, pero que no es una institución oficial de la Unión Europea. Al trasladar los debates a esta reunión de ministros, Alemania y sus aliados pudieron imponer sus intereses por encima del interés general de la eurozona, pues las negociaciones eran prácticamente bilaterales y no exigían consensos, ni equilibrios políticos.

### Crisis económica en España

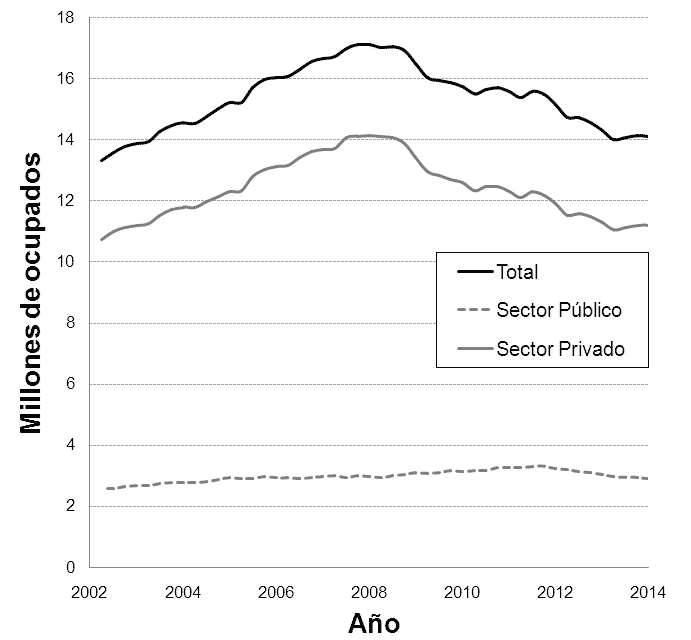
Evolución del empleo en España durante la crisis 2008-2012. Fuente: INE Población Activa.

Una de las principales consecuencias durante el año 2008 sobre la economía española fue el fuerte crecimiento del desempleo. En 2008, un gran número de empresas presentaron expedientes de regulación de empleo (EREs), entre otras, Bridgestone (2.463 empleos),
Burberry (250), Delphi (800), Iveco (1.000 empleos), Marina d'Or (214), Nissan (1.500), Viajes Marsans (1.800 empleos, y en el año 2010 cierre de la compañía), Ono (1.300 empleos), Opel, Pirelli (460), Porcelanas Lladró y Arte y Porcelanas (275), Renault, Roca (1900), Ryanair (800 empleos), Seat, Sony España (275), Torras Papel (500), T-Systems Iberia (550) y Telefónica Móviles (700 empleos).
El sector de la construcción fue uno de los más perjudicados por la crisis debido al incremento del valor de las materias primas, la disminución del crédito bancario para los proyectos y el aumento de los impagos, trayendo una posterior caída de las ventas. Durante 2008, numerosas empresas constructoras presentaron suspensión de pagos entre las que destacaron: Martinsa-Fadesa (con un pasivo de 4.000 millones de euros, fue en su momento la mayor suspensión de pagos de la historia de España) Hábitat (2.300 millones), SEOP, Grupo Contsa y San José, entre otras.
Hasta que no se consiguió la reestructuración de las cajas de ahorro al completo, no se pudo afrontar la reducción drástica del stock de viviendas.
Hay una discusión latente sobre las razones por las que el paro aumentó mucho más en España: incremento de la población activa o excesiva rigidez laboral. Otros buscan las causas del crash financiero en los salarios de los altos ejecutivos, en la dependencia del sector de la construcción, o la ausencia de eficacia de los organismos reguladores.
Los efectos de la crisis económica también han tuvieron un fuerte impacto en el sistema financiero español. Los impagos de numerosas empresas y particulares junto a la mala gestión llevó a la intervención de algunas entidades financieras por parte del Estado. Entre las más perjudicadas por esta situación se encontraba: Caja Castilla-La Mancha, que fue intervenida por el Banco de España en marzo de 2009 para evitar su desaparición. Se decidió, por tanto, poner en marcha cuanto antes el Fondo de Reestructuración de Ordenación Bancaria (FROB). En esta línea el Banco de España contactó con 15 bancos de inversión para poner en marcha un protocolo de actuación para, en caso necesario, rescatar a las cajas intervenidas en menos de 48 horas.
Pese al estímulo fiscal comenzado sobre 2010, las medidas tuvo un efecto limitado pues parte del dinero se destinó al ahorro y no al gasto. También este efecto limitado se achaca a la inversión de este dinero en proyectos con poco efecto multiplicador.
El 2012 terminó en España con una tasa de desempleo de 26%. El PIB español del cuarto trimestre de 2012 se redujo un 0,7% con respecto al trimestre anterior y 1,8% con respecto al último trimestre de 2011. Sin embargo, el número de empleados estuvo bajando durante la primera parte de la X legislatura de España. En concreto desde 2012 a enero de 2013, se perdieron casi 800.000 afiliados a la seguridad social (solo 2009 había presentado cifras peores). A lo largo de la X legislatura si bien la tasa de desempleo se redujo durante la segunda mitad, el número de empleados apenas llegó a superar a los existentes cuatro años antes.
Si bien según datos del INE el PIB cayó un 0,5% en el primer trimestre del 2013, siendo en términos interanuales una caída del 2% respecto a 2012 y el desempleo rebasó el 27,3% con más de 6.202.700 parados. A partir de 2013, el desempleo descendieron lentamente, aunque las cifras del número de afiliados a la seguridad social continuaron siendo menores que en 2008.
Esta crisis aumentó las desigualdades. En 2017, España tenía más del doble de « súper ricos » que antes de la crisis, el 0,4 % de la población concentra casi la mitad del PIB, en contraposición, el español medio apenas ha tenido una mejoría.
| año       | variación absoluta | variación porcentual |
| --------- | ------------------ | -------------------- |
| 2008-09   | -980.108           | -5,11%               |
| 2009-10   | -635.732           | -3,50%               |
| 2010-11   | -184.173           | -1,05%               |
| 2011-12   | -403.571           | -2,32%               |
| 2012-13   | -778.829           | -4,59%               |
| 2013-14   | -5.829             | -0,04%               |
| 2014-15   | 401.703            | 2,48%                |
| 2015-16   | 529.045            | 3,19%                |
| acumulado | -2.057.494         | __                   |

### Países bálticos
La pérdida acumulativa económica entre los años 2008 y 2009 fue del 18,3% en Estonia, del 21% en Letonia y del 11% en Lituania. Lituania se hundió en una recesión que se llevó por delante el 14,8% de su PIB. El gobierno fue especialmente duro e intransigente con el gasto público lo que llevó a recortar un 30% los sueldos públicos y las pensiones. Por otra parte redujo el salario mínimo hasta sumar una pérdida de poder adquisitivo en un 25% duplicando la pobreza y triplicando el desempleo. Por otro lado Letonia presentada como paradigma de éxito de liberalización económica por el FMI vio desplomarse su PBI 19 por ciento, siendo el segundo colapso económico más profunda en la Europa de los 27 tras Lituania. El Fondo Monetario Internacional (FMI) predijo que el país experimentará la peor depresión económica de todo el mundo. Las autoridades esperaron hasta el día después de las elecciones municipales para anunciar recortes del 10 por ciento en las pensiones y del 50 por ciento en los salarios de los profesores.

### Crisis económica en Portugal
La economía de Portugal tuvo consecuencias directas al presentarse un deterioro que se empezó a advertir en los principales indicadores macroeconómicos de la República de Portugal a partir del año 2011, y cuyas consecuencias se han extendido en el tiempo hasta el 2014, no sólo en el plano económico sino también en el político y el social. 
El 7 de abril de 2011, después de haber negado durante mucho tiempo la necesidad de un rescate, el primer ministro José Sócrates finalmente recurrió al Mecanismo Europeo de Estabilidad Financiera y el FMI, con el fin de satisfacer las necesidades de efectivo del país.

### Crisis económica en Grecia
Grecia fue el país de la Unión Europea que sufrió más duramente la crisis económica. El gobierno griego había emitido una gran cantidad de deuda pública para financiar sus déficits públicos. El nivel de deuda empezó a resultar preocupante para los mercados en las primeras semanas de 2010. La situación se agravó al descubrirse que el gobierno conservador de Karamanlís había ocultado durante dos legislaturas los verdaderos datos macroeconómicos, entre ellos la auténtica cuantía de la deuda. La incapacidad de seguir financiando la deuda provocó importantes recortes en el sector público, que fueron respondidos con manifestaciones públicas y disturbios desde el comienzo de la crisis.
El 23 de abril de 2010 el gobierno griego se vio obligado a pedir un préstamo a la Unión Europea, en lo que sería la primera petición de «rescate» ante la imposibilidad de sostener la deuda pública. Grecia se convirtió así en el primer país europeo en solicitar ayuda externa debido al contagio financiero, posteriormente Irlanda y Portugal solicitaron ser ayudados. A pesar de los esfuerzos por reducir la deuda, el gobierno griego se vio obligado a pedir otro segundo rescate en el verano de 2011. Esto provocó tensiones con la Unión Europea y en el Fondo Monetario Internacional que se plantearon la posibilidad de abandonar al gobierno griego para que declarase la quiebra.

## Principales países y entidades afectados

### Países y entidades en recesión al inicio
- Dinamarca (1 de julio): Dinamarca fue la primera economía europea en confirmar que se encontraba en recesión desde que la crisis global de crédito comenzó. Su PIB se contrae del 0,6 por ciento en el primer trimestre después de una contracción de 0,2 por ciento en el cuarto trimestre de 2007.[74]
- Nueva Zelanda (26 de septiembre): el país entró en recesión por primera vez en más de una década, con una caída 0,2 del por ciento del PIB después de que se redujo un 0,3 por ciento en el primer trimestre.
- Singapur (10 de octubre): fue el primer país de Asia que cayó en una recesión desde que la crisis de crédito comenzó. Su economía, que depende de las exportaciones, se redujo del 6,8 por ciento en el tercer trimestre después de una contracción de 6,0 por ciento en el segundo trimestre, su primera recesión desde 2002.
- Hong Kong (14 de noviembre): las exportaciones de la región especial china fueron fuertemente afectadas por el debilitamiento de la demanda mundial. En el tercer trimestre su PIB cayó del 0,5 por ciento después de una caída 1,4 por ciento en el trimestre anterior.
- Eurozona (14 de noviembre): la zona de 17 países entra oficialmente en recesión, después de las recesiones de los miembros Alemania e Italia. Es su primera recesión desde su creación en 1999.[75]

-  Estonia (13 de agosto): el Estado báltico cayó en una recesión con una caída del 0,9 por ciento en el segundo trimestre después de una caída del 0,5 por ciento en el primer trimestre. Se cayó en una recesión más profunda en el tercer trimestre, cuando la economía se contrajo un 3,3 por ciento.
-  Letonia (8 de septiembre): Letonia se unió a su vecino del norte Estonia en recesión ya que el PIB cayó del 0,2 por ciento en el segundo trimestre después de una caída del 0.3 por ciento en primer trimestre.
-  Irlanda (25 de septiembre): Irlanda se convirtió en el primer país en la zona del euro en caer en la recesión, con una caída 0,5 por ciento del PIB en el segundo trimestre, a raíz de una disminución de 0,3 por ciento en el primer trimestre.
-  Alemania (13 de noviembre): la mayor economía de Europa, se contrajo el 0,5 por ciento en el tercer trimestre después de una caída del 0,4 por ciento en el segundo trimestre. Es su primera recesión en cinco años.
-  Italia (14 de noviembre): Italia entró en recesión por primera vez desde el inicio de 2005, después de que el PIB cayese un 0,5 por ciento en el tercer trimestre. En el segundo trimestre el PIB había bajado del 0,3 por ciento.
-  España: La economía española entró en recesión en el cuarto trimestre del 2008, tras caer un 1,1%.En el tercer trimestre de 2008 la economía había registrado una contracción del 0,3 por ciento.
-  Portugal: El Instituto Nacional de Estadística portugués reveló en Lisboa que el producto interior bruto (PIB) del país se contrajo un 2,1 por ciento en el último trimestre de 2008. La economía lusa ya había caído un 0,1 por ciento en el trimestre anterior, con lo que se cumple la definición formal de recesión
-  Bélgica
-  Francia El producto interno bruto (PIB) francés cayó el 1,2 por ciento el primer trimestre del 2009, reveló el Instituto Nacional de Estadística (INSEE), lo que marca la entrada oficial del país en recesión económica. El INSEE revisó al tiempo a la baja la caída del PIB en el último trimestre de 2008, que situó en el 1,5%.
-  Luxemburgo
-  Eslovenia: Eslovenia, entró en recesión en el primer trimestre del año 2009, ya que el PIB se contrajo un 6,4% respecto al último trimestre de 2008. Entre octubre y diciembre de 2008 la economía eslovena se contrajo ya un 4,1%.
-  Países Bajos: En febrero de 2009 entró oficialmente en recesión, tras un retroceso del PBI durante tres trimestres consecutivos, con una contracción de 0,9% en el cuarto trimestre de 2008.
-  Finlandia: La agencia nacional de estadística Tilastokeskus, reveló que la economía finlandesa ha acumulado dos caídas trimestrales consecutivas de su producto interior bruto (PIB). Concretamente, el país acentuó su deterioro en los tres últimos meses del año 2008, al retroceder un 1,3%, después de un descenso del 0,3% en el tercer trimestre.
-  Austria
-  Malta
-  Chipre

- Japón (17 de noviembre): la segunda mayor economía entró en recesión, su primera en siete años, con una contracción del PIB del 0,1 por ciento en el trimestre julio-septiembre, la crisis financiera frenó la demanda de sus exportaciones. Se redujo 0,9 por ciento en el trimestre anterior. Atravesó su peor crisis desde el fin de la II Guerra Mundial. El PIB japonés se desplomó un 12,7% en el último trimestre del año 2008 frente al mismo periodo de 2007[95][96]
- Suecia: el 18 de noviembre el país nórdico anunció que el PIB se contrajo del 0,1 por ciento en el segundo y tercer trimestres.
- Estados Unidos: el 1 de diciembre el NBER anunció que la economía estadounidense había entrado en recesión desde diciembre de 2007, después de una expansión económica de 73 meses.[42][97]
- Canadá: el 9 de diciembre de 2008 entra también en recesión. El Banco de Canadá anunció oficialmente que la economía de Canadá se encontraba actualmente en recesión.[98]
- Rusia: el 13 de diciembre de 2008[99][100][101]
- Reino Unido: Su PBI cayó un 1,5% en los últimos tres meses de 2008 después de una caída del 0,6% en el trimestre anterior, luego de 16 años de crecimiento ininterrumpido.
- Taiwán: El país asiático sufrió una contracción récord en el cuarto trimestre del 2008 de un 8,36% (la caída más fuerte desde que comenzaron a elaborarse las estadísticas del PBI en 1961)[102]
- Hungría: En Budapest, la Oficina Central de Estadísticas Húngara reveló un retroceso de un 1,0 por ciento en el PIB del último trimestre de 2008 tras caer un 0,5 por ciento el trimestre anterior. La economía húngara creció un 0,3 por ciento en el conjunto del año.[103]
- Suiza: Tras registrar una contracción del 0,3 por ciento de su producto interno bruto (PIB) en el último trimestre de 2008 en relación con el periodo anterior, la economía suiza entró oficialmente en recesión, informó el Ministerio de Economía en Berna. En el tercer trimestre de 2008 la economía había registrado una contracción del 0,1 por ciento.[104]
- Unión Europea:La Unión Europea (UE) entró en recesión. El producto interior bruto (PIB) de los 27 estados de la UE se contrajo un 1,5% en el cuarto trimestre del año 2008, según hizo público Eurostat, la oficina de estadística comunitaria, después de registrar un crecimiento del 0,0% entre abril y junio de 2008, por lo que ya cumple con la definición técnica de recesión.[105]
- Islandia: Islandia entró técnicamente en recesión a finales del año 2008 tras haber sufrido una contracción del 0,9% en el cuarto trimestre de 2008 respecto del tercero, 3,4% fue la contracción de su PIB en el tercer trimestre.[106]
- México: El secretario de Hacienda Agustín Carstens anunció el 7 de mayo de 2009 que México estaba en recesión económica. El producto interno bruto (PIB) se contrajo un 7% en el primer trimestre del 2009. La economía mexicana también se contrajo en el cuarto trimestre del 2008 en 1,6%.[107][108]
- Rumanía: Rumanía confirmó que entró en recesión en el primer trimestre de 2009. Su PIB se redujo un 4,6%, tras contraerse un 3,4% en el último trimestre de 2008.[85]
- Lituania[85]
- Costa Rica La actividad económica cayó un 6,2% en marzo, en relación con igual mes de 2008, con lo cual el país completó dos trimestres consecutivos de contracción, aunque el empleo y los salarios han seguido subiendo, si bien a menores tasas[109][110]
- Nicaragua El presidente del Banco Central de Nicaragua (BCN), Antenor Rosales, dijo que su país se encuentra en recesión económica, al presentar una desaceleración en los últimos dos trimestres.[111][112]
- Israel: Tras registrar una contracción del 3,6 por ciento de su producto interno bruto (PIB) en el primer trimestre de 2009 en relación con el periodo anterior, la economía israelí entró oficialmente en recesión, porcentaje que se suma al -0,5 del último trimestre de 2008.[113][114]
- Noruega[115]
- Brasil[116] El PIB de Brasil se contrajo el 0,8% en el primer trimestre del 2009, después de una contracción del 3,6% en el cuarto trimestre de 2008, según datos del Instituto Brasileño de Geografía y Estadística (IBGE).[117]
- Australia[118]
- Tailandia La economía tailandesa entró oficialmente en recesión en el primer trimestre del 2009 al contraerse un 7,1% debido a la caída de las exportaciones.[119]
- Sudáfrica La economía de Sudáfrica entró oficialmente en recesión, al registrar en el primer trimestre del 2009 una caída interanual del producto bruto interno (PBI) del 6,4 por ciento, según informó la Oficina de Estadísticas sudafricana. El PBI sudafricano ya se había contraído un 1,8 por ciento en el último trimestre de 2008.[120]
- Chile[121] Entró técnicamente en recesión y deflación, según lo admitido por el Banco Central de Chile y el gobierno, al informar que la actividad económica cayó 4,6% en abril y que los precios se redujeron 0,3 en mayo en comparación con igual mes de 2008, en el que fue el sexto mes consecutivo con retroceso. La disminución de la actividad empujó ya el desempleo a 9,2 por ciento en abril.[122]
- Bulgaria:[123]
- Colombia: En el último trimestre de 2008 el PIB se redujo un 1% y en el primer trimestre de 2009 descendió 0,6% con respecto a igual período del año anterior.[124][125] El sector más afectado fue la industria; también el comercio, el transporte y la agricultura sufrieron los efectos.[126] En abril de 2009, la producción real de la industria manufacturera descendió 14,5% frente a igual mes de 2008. El empleo, entretanto, se redujo en 6,9%.[127]
- Siria Como fue informado en junio de 2009 160 aldeas fueron abandonadas debido a la hambruna[128]
- Armenia:El Servicio Nacional de Estadísticas informó que el PBI armenio se redujo un 15.7 por ciento en los primeros cinco meses del año 2009.[129][130]
- Ucrania: El producto interior bruto (PIB) de Ucrania se contrajo un 20,3% en el primer trimestre de 2009 respecto al mismo período de 2008, anunció la Oficina Nacional de Estadísticas en un comunicado.[131][132][133]
- República Checa[93][134]
- Argentina: según un informe privado la economía argentina se contrajo luego de dos caídas consecutivas en el segundo (-0,8%) y tercer trimestre (-0,3%).[135] En el segundo trimestre de 2010 creció un 2 por ciento interanual, según datos oficiales del INDEC.[136][137]
- Turquía: La economía turca entró en recesión después de caer en el primer trimestre de 2009 un 13,8 por ciento respecto al mismo periodo del año anterior, informó la Agencia de Estadísticas del país euro-asiático.[138]
- Perú: El país experimento una caída del 2,8% en 2009, debido principalmente a la pronunciada caída de la demanda externa, con la consecuente disminución de la producción industrial, un fuerte proceso de ajuste de los inventarios y una reducción significativa de la inversión privada[139]
- Venezuela (16 de febrero): El país entró en recesión con una caída del 2,3 por ciento del PIB después de que se redujo un 4,8 por ciento en el primer trimestre. Esta caída ha ido en descenso hasta llegar a una contracción del 5,7 por ciento en 2015.

### Otros países afectados por la crisis mundial
- Corea del Sur[140]
- China[141]
- Eslovaquia[142]
- Guatemala[143]
- Haití[144]
- Honduras[145][144]
- Paraguay[146]
- Uruguay[147]
- Venezuela[148][149]

## Delitos cometidos por bancos
Gran parte de los grandes bancos internacionales fueron sancionados por organismos de control con miles de millones de dólares de multas por delitos cometidos antes y en el transcurso de la crisis. Ben Bernanke, extitular de la Reserva Federal de Estados Unidos, sostuvo en su libro de memorias publicado en 2015, que ningún directivo fue condenado por la comisión de esos crímenes. A continuación se indican las mayores condenas impuestas a los bancos por los delitos cometidos:
| Multas a bancos mayores a mil millones de dólares                                   | Multas a bancos mayores a mil millones de dólares            | Multas a bancos mayores a mil millones de dólares | Multas a bancos mayores a mil millones de dólares |
| Monto (mill. U$S)                                                                   | Bancos condenados                                            | Motivo                                            | Año                                               |
| ----------------------------------------------------------------------------------- | ------------------------------------------------------------ | ------------------------------------------------- | ------------------------------------------------- |
| 25.000                                                                              | Citi JP Morgan, Bank of America, Wells Fargo, Ally Financial | Hipotecas                                         | 2012                                              |
| 16.500                                                                              | Bank of America                                              | Hipotecas                                         | 2014                                              |
| 13 000                                                                              | JP Morgan                                                    | Hipotecas                                         | 2013                                              |
| 9.300                                                                               | Bank of America                                              | Hipotecas Fannie Mae                              | 2013                                              |
| 8.830                                                                               | BNP Paribas                                                  | Violar sanciones                                  | 2014                                              |
| 8.500                                                                               | Bank of America                                              | Hipotecas                                         | 2011                                              |
| 7.000                                                                               | Citi                                                         | Hipotecas                                         | 2014                                              |
| 5.100                                                                               | JP Morgan                                                    | Hipotecas                                         | 2013                                              |
| 4.300                                                                               | Bank of America, Citi, JP Morgan, HSBC, RBS, UBS             | Manipular divisas                                 | 2014                                              |
| 2600                                                                                | Morgan Stanley                                               | Hipotecas                                         | 2015                                              |
| 2.500                                                                               | Credit Suisse                                                | Evasión fiscal                                    | 2014                                              |
| 2.120                                                                               | Citi, JP Morgan, RBS, Deutsche Bank, RP Martin               | Manipular Libor y euríbor                         | 2013                                              |
| 2.042                                                                               | Barclays, HSBC, RBS y otros siete                            | Mala asesoría                                     | 2013                                              |
| 1.920                                                                               | HSBC                                                         | Blanqueo                                          | 2012                                              |
| 1.700                                                                               | JP Morgan                                                    | Madoff                                            | 2014                                              |
| 1.500                                                                               | UBS                                                          | Manipular Libor                                   | 2012                                              |
| 1.375                                                                               | Standard & Poor's                                            | Hipotecas                                         | 2015                                              |
| 1.196                                                                               | Commerzbank                                                  | Blanqueo                                          | 2015                                              |
| Fuente: «Mayores sanciones al sector financiero». Página/12. 11 de octubre de 2015. |                                                              |                                                   |                                                   |

## Crisis económica y empeoramiento de los indicadores de salud y pobreza
Las crisis económicas se acompañan de peor salud (por el aumento del paro y de la pobreza, y por el incremento de las diferencias entre pobres y ricos) pero no siempre se acompañan de mayor mortalidad. Las crisis económicas no aumentan las muertes en general, pero sí que aumentan las muertes por suicidio en todos los países y situaciones. El desempleo se asocia a suicidio. En el mundo, el suicidio es la segunda causa de muerte, tras los accidentes de tráfico, entre los 10 y 24 años. Se puede evitar el aumento de los suicidios, con el rechazo a las políticas que hacen caer el sistema de previsión social, la educación, la sanidad, la cultura y el medio ambiente. En 2017, España tiene más del doble de « súper ricos » que antes de la crisis. 0,4 % de la población concentran casi la mitad del PIB del país.

## Materias primas

### Petróleo
(2025):

Precios del petróleo. Se puede notar la fuerte caída de los precios a finales de 2014

A partir del mejoramiento de extracción de hidrocarburos no convencionales en Estados Unidos se evidenció un fenómeno macroeconómico de gran importancia para la región. A partir de la desaceleración de China, un aumento constante de la producción de petróleo y una demanda estable, generó un superávit de este recurso que provocó una caída de precios de los crudos de referencia, WTI y Brent, ya que a principios de 2014 se encontraban por encima de los 100 dólares y a finalizar el año cayeron a los 50 dólares por barril,  provocando cambios favorables en los países consumidores y cambios desfavorables en los países productores de estas materias primas, sobre todo los países en desarrollo fuertemente dependientes del petróleo como Venezuela, Colombia, Ecuador, Argentina y Nigeria, entre otros.

## Propuestas para solucionar la crisis
Expansión fiscal y regulación financiera
Para combatir la crisis global, Estados Unidos propuso que los países del G-20 iniciaran una nueva ronda de gasto, además de establecer una meta de crecimiento específica del 2%. Estas políticas fueron rechazadas. La cumbre de ministros de finanzas del G-20 acordaron ejercer políticas monetaristas y de expansión fiscal, hasta que el crecimiento aumente. También se acordaron propuestas para ayudar a los países en desarrollo a través de donaciones al FMI y mejorar la regulación financiera, incluyendo requerir el registro de los fondos de cobertura y sus gestores.
Aumento del déficit presupuestario, del gasto y refinanciación de la deuda
Para los economistas Paul Krugman y Robin Wells la inercia de las distintas autoridades económicas y políticas presagia una prolongación de la crisis con alto nivel de desempleo y escaso crecimiento si no se acometen soluciones que a corto plazo no eviten una recesión profunda haciendo que los gobiernos emitan deuda y gasten más. Para Krugman y Wells cuando la situación de crisis es más intensa (momento Minsky, en honor al poskeynesiano Hyman Minsky) los déficits presupuestarios no solo son buenos, son necesarios. Además en el penúltimo capítulo de uno sus libros, Krugman argumenta que debería refinanciarse la deuda de personas atrapadas en hipotecas que ahora pertenecen a entidades nacionalizadas, porque la disminución de intereses, permitiría amortizaciones de capital que podría incrementar el consumo.
Fomento de la confianza y del consumo
El Consejo Superior de Cámaras de Comercio y 18 grandes empresas españolas presentaron el 25 de febrero de 2010, su campaña publicitaria para contagiar confianza y fomentar las actitudes positivas entre la ciudadanía para hacer frente a la salida de la crisis económica, bajo el lema estoloarreglamosentretodos.org
Reparto de la riqueza y del trabajo para lograr el pleno empleo
Desde posiciones políticas de izquierda y sindicales se defiende un mejor reparto de la riqueza existente. La Gran Recesión del siglo XXI no sería una crisis de escasez  sino de mal reparto de la riqueza. Promueven también la reducción de la jornada de trabajo lo que supondría un reparto efectivo del tiempo de trabajo. Argumentan que la productividad se ha cuadriplicado en la última mitad del siglo XX y no se he llevado a cabo la correspondiente reducción de la jornada de trabajo. El objetivo último sería lograr el pleno empleo.
Aumento de la natalidad
Para el economista italiano Gotti Tedeschi, el verdadero origen de la crisis es «la caída de la natalidad en los países occidentales». Así lo afirmaba Ettore Gotti Tedeschi, conocido economista y presidente del Instituto para las Obras de Religión (IOR, conocido como el Banco Vaticano), en una entrevista al informativo semanal Octava Dies del Centro Televisivo Vaticano. La baja natalidad del pasado, de la que se deriva el rápido envejecimiento de la población en los países occidentales, es lo que aboca a los países occidentales a empobrecerse.
Philip Longman, en este sentido, escribió en el trabajo The Empty Cradle: How Falling Birthrates Threaten World Prosperity and What To Do About It (2004) lo que sigue: «El declive global de las tasas de natalidad es la fuerza más poderosa que afecta a la sustentabilidad (de la economía) de las naciones y al futuro de la sociedad en el siglo XXI».
La posición natalista de Gotti es criticada por el demógrafo Julio Pérez Díaz quien considera que las causas de la crisis son económicas y no de natalidad -nunca la población mundial ni europea fue tan numerosa ni tan productiva-; critica a Gotti ya que no es demógrafo sino una inversionista neoliberal, socio antiguo de Alianza Católica, simpatizante del Opus, máximo responsable del Banco de Santander en Italia desde 1992, se le atribuye haber sido el economista que más colaboró en la redacción de la encíclica Caritas in Veritate.
Descenso de la natalidad
Para grupos como Population Matters o personas antinatalistas como David Attenborough o Paul R. Ehrlich, teóricos del decrecimiento el aumento de la población mundial está acabando con los recursos de la tierra -que tendría unos límites al crecimiento- y poniendo en peligro la supervivencia de la especie humana. La Gran recesión o crisis económica de 2008-2013 no sería más que un síntoma del desequilibrio malthusiano que requiere un menor consumo y una reducción paulatina de la población.
Frente a la crisis cultural, ecológica, feminismo y reconocimiento de las minorías
Frente a la considerada como crisis económica de 2008-2010 el sociólogo Alain Touraine considera que Europa solamente muestra impotencia económica, política y cultural pero que esa impotencia no es consecuencia de la crisis, es su causa general. Para Touraine Europa debe tomar conciencia y romper el silencio, en caso contrario la crisis se profundizará aún más y Occidente perderá sus ventajas. Las soluciones existen, en el plano económico, la ecología política da respuestas frente al suicidio colectivo; en el plano social y cultural, el mundo feminista se opone a las contradicciones mortales de un mundo que sigue dominado por los hombres y en el terreno político, la idea novedosa es, más allá del gobierno de la mayoría, la del respeto de las minorías y su reconocimiento.
Apoyo a la agricultura
En palabras de Benedicto XVI, «La crisis económica actual, de la que se ha tratado también en estos días en la reunión del llamado G20, debe tomarse en toda su seriedad: esta tiene numerosas causas y manda una fuerte llamada a una revisión profunda del modelo de desarrollo económico global (cfr Enc. Caritas in veritate, 21). Es un síntoma agudo que se ha añadido a otros también graves y ya bien conocidos, como el perdurar del desequilibrio entre riqueza y pobreza, el escándalo del hambre, la emergencia ecológica y, actualmente también general, el problema del paro. En este cuadro, parece decisivo un relanzamiento estratégico de la agricultura. De hecho, el proceso de industrialización a veces ha ensombrecido al sector agrícola, el cual, aún tomando a su vez beneficio de los conocimientos y de las técnicas modernas, con todo ha perdido importancia, con notables consecuencias también en el plano cultural. Me parece el momento para un llamamiento a revalorar la agricultura, no en sentido nostálgico, sino como recurso indispensable para el futuro.»
Cambio del sistema económico completo
La crisis motivó diversos movimientos que proponen un cambio del sistema económico desde la raíz. Dentro de estas se han destacado la de orientación marxista proveniente de diversos países en vías de desarrollo, aunque también de algunos estados del primer mundo afectados por la crisis. Según la concepción teórica marxista de la revolución permanente, desarrollada por León Trotski, la burguesía contemporánea de los países subdesarrollados es incapaz de llevar a cabo la revolución democrático-burguesa debido a algunos factores como su debilidad histórica o su dependencia del capital extranjero. Por lo tanto, es el proletariado, el que debe conducir la revolución, empezando por las tareas democráticas y continuando por las socialistas. 